# Violet (sång)
"Violet" är en låt av den amerikanska rockgruppen Hole, skriven av fronfiguren Courtney Love och sologitarristen Eric Erlandson. Det var den tredje singeln från deras andra album, Live Through This, och släpptes i januari 1995. Låten skrevs redan kring 1991 och hade tidigare framförts live under Pretty on the Inside-turnén.
Låten handlar om Loves förhållande med Billy Corgan under 1990.
Videon till låten regisserades av Mark Seliger och Fred Woodward.

## Låtlista
- Amerikansk 7"-singel

1. "Violet" (Love/Erlandson) – 3:25
2. "Old Age" (Love/Cobain) – 4:23

- Europeisk CD-singel

1. "Violet" (Love/Erlandson) – 3:25
2. "Old Age" (Love/Cobain) – 4:23
3. "He Hit Me (And It Felt Like A Kiss)" (The Crystals-cover) – 3:48

- Tysk 12"-singel

1. "Violet" (Love/Erlandson) – 3:25
2. "Old Age" (Love/Cobain) – 4:23
3. "He Hit Me (And It Felt Like A Kiss)" (The Crystals-cover) – 3:48
4. "Whose Porn You Burn (Black)" (live) (Love/Erlandson) – 3:44

- Australisk CD-singel

1. "Violet" (Love/Erlandson) – 3:25
2. "Credit in the Straight World" (live) (Stuart Moxham) – 2:32

## Listplaceringar
| Lista (1995)                 | Högsta position |
| ---------------------------- | --------------- |
| Billboard Modern Rock Tracks | 29              |
| Brittiska singellistan       | 17              |